# Número leptónico
En la física de altas energías, el número leptónico es el número de leptones menos el número de antileptones. 
En forma de ecuación, 
{\displaystyle L=n_{\ell }-n_{\overline {\ell }}}
así todos los leptones tienen asignado el valor de +1, antileptones −1, y partículas no leptónicas 0. El número leptónico (a veces llamado también carga leptónica) es un número cuántico aditivo, esto significa que su suma es preservada en interacciones (lo opuesto a los números cuánticos multiplicativos como la paridad, donde el producto se preserva).
A lado del número leptónico, la familia de números leptónicos están también definidos:
- el número electrónico {\displaystyle L_{e}} para el electrón y el electrón-neutrino;
- el número muónico {\displaystyle L_{\mu }} para el muon y el neutrino muónico;
- el número tauónico {\displaystyle L_{\tau }} para el leptón tau y el tau-neutrino;

con el mismo esquema de asignación que el número leptónico: +1 para partículas de la familia correspondiente, −1 para las antipartículas, y 0 para leptones de otras familias o partículas no leptónicas.

## Leyes de conservación de números leptónicos
Muchos modelos, incluyendo el modelo estándar de la física de partículas confía en la conservación del número leptónico: el número leptónico permanece constante durante la  interacción. Por ejemplo, en la desintegración beta:
{\displaystyle {\begin{matrix}&n&\rightarrow &p&+&e^{-}&+&{\overline {\nu }}_{e}\\L:&0&=&0&+&1&-&1\end{matrix}}}
El número leptónico antes de la reacción es 0 (el neutrón, n, es un barión y por lo tanto no hay leptones previos), mientras  que el número leptón después de la reacción es 0 para el protón, +1 para el electrón (un leptón), −1 para el antineutrino (un antileptón). Así el número leptónico es cero después de la desintegración, y así se conserva.
La familia de número de leptones aparece del hecho que el número leptónico es usualmente[¿cuándo?] conservado en cada familia leptónica. Por ejemplo, casi el 100% del tiempo de desintegración de un muon es:
{\displaystyle {\begin{matrix}&\mu &\rightarrow &e^{-}&+&{\overline {\nu }}_{e}&+&\nu _{\mu }\\L:&1&=&1&-&1&+&1\\L_{e}:&0&=&1&-&1&+&0\\L_{\mu }:&1&=&0&+&0&+&1\end{matrix}}}
así preservando los números electrónicos y múonicos. Esto significa que la ley de conservación existe para cada uno de {\displaystyle L_{e}}, {\displaystyle L_{\mu }} y {\displaystyle L_{\tau }}.

## Violaciones de la ley de conservación del número leptónico
En el modelo estándar, el número de la familia leptónica (LF por sus siglas en inglés) puede ser preservado si los neutrinos carecen de masa. Sin embargo, debido a que los neutrinos tienen una masa diferente de cero, la oscilación de neutrinos ha sido observada y las leyes de conservación para LF son por ahora solo aproximadas. Esto significa que la ley de conservación ha sido violada, porque en la pequeñez de la masa del neutrino ellos todavía no mantienen a muchos grados de la interacción contenida en los leptones cargados. Sin embargo, la conservación del número leptónico puede todavía mantenerse (según el modelo estándar). Así, es posible ver una rara desintegración de un muon como[cita requerida]:
{\displaystyle {\begin{matrix}&\mu &\rightarrow &e^{-}&+&\nu _{e}&+&{\overline {\nu }}_{\mu }\\L:&1&=&1&+&1&-&1\\L_{e}:&0&\neq &1&+&1&+&0\\L_{\mu }:&1&\neq &0&+&0&-&1\end{matrix}}}

Ya que la ley de conservación del número leptónico es violada por la anomalía quiral, hay problemas aplicando esta simetría universalmente en todas las escalas energéticas. Sin embargo, el número cuántico B-L es mejor para trabajar y existen en diferentes modelos como el modelo de Pati-Salam.